# Ingmar Englund
Ingmar Englund, född 7 oktober 1920 i Helsingfors, död 5 augusti 1978 i Helsingfors, var en finländsk gitarrist, banjoist och orkesterledare.
Musikkarriären inleddes genom deltaktighet i en skolklassorkester i Åggelby under slutet av 1930-talet. Vid tiden verkade han bland annat tillsammans med Pauli Granfelt. Under vinterkriget verkade finländska gitarrister, inklusive Englund, som restaurantmusiker. Under fortsättningskriget medverkade Englund och en orkester under ledning av George de Godzinsky vid Matti Jurvas inspelning av Ihmeellinen swing 1942. Han medverkade även under de Godzinskys ledning som ackompanjatör för Alice Babs under dennes besök i Finland 1943. Under mitten av 1940-talet ingick Englund i en orkester med bland andra Erik Lindström och Jaakko Vuormaa. Orkestern gjorde ett antal skivinspelningar tillsammans med Mauno Maunola, Henry Theel och Harry Bergström.
Under 1950-talet förde Englund samarbete med dragspelaren Matti Viljanen och gjorde under slutet av årtiondet sina första soloinspelningar. Bland de mest kända av dessa inspelningar fanns Säkkijärven polkka. 1958 medverkade Englund i Asser Fagerströms radioprogram Kankkulan kaivolla, där han ingick i programmets orkester. Året därpå vidareutvecklades orkester till Humppa Veikot, i vilken Englund ingick tillsammans med bland andra Kullervo Linna. Han förblev aktiv i orkestern som banjoist och gitarrist fram till sin död.